# Mechita
Mechita es una localidad cuya planta urbana se localiza en el límite entre dos jurisdicciones, por lo que el 77 % de su población reside en el partido de Bragado y el restante 23 % en el de Alberti en la provincia de Buenos Aires, Argentina.

## Ubicación
Se encuentra ubicada sobre un acceso de 3 km de longitud (reconstruido a nuevo en el año 2007) desde la ruta nacional 5, sobre la traza de la línea ferroviaria que vincula la Estación Once con la provincia de La Pampa, a 10 km de distancia de la ciudad de Bragado y a 17 km de la ciudad de Alberti.

## Población
Cuenta con 2115 habitantes (Indec, 2022), lo que representa un ascenso del 14% frente a los 1,860 habitantes (Indec, 2001) del censo anterior. Un total de 1,715 habitantes (Indec, 2022) se encontraban en el partido de Bragado y 400 habitantes (Indec, [[Censo argentino de {{{2}}}|{{{2}}}]]) en el partido de Alberti.
| Gráfica de evolución demográfica de Mechita entre 1950 y 2010 |
| No se puede compilar la entrada de EasyTimeline: EasyTimeline 1.90 Timeline generation failed: 2 errors found Line 48: bar:2010 from:0 till:{{{10}}} - PlotData attribute 'till' invalid. Date '%7b%%7b%%7b7d%%7d%%7d%' does not conform to specified DateFormat x.y. Line 75: bar:2010 at:{{{10}}} fontsize:s text:{{{10}}} shift:(0,5) - PlotData attribute 'at' invalid. Date '%7b%%7b%%7b7d%%7d%%7d%' does not conform to specified DateFormat x.y. |

## Reseña histórica
El pueblo de Mechita tiene su origen en 1904, con la construcción de unos talleres ferroviarios para la línea Sarmiento del Ferrocarril Oeste, al prolongarse las vías del ferrocarril desde Chivilcoy hasta Bragado, y producirse la necesidad de contar allí con un depósito de locomotoras y una playa de maniobras. La ubicación del pueblo surgió de una discrepancia entre la empresa ferroviaria, en manos inglesas, y los dueños de los terrenos donde se ubicarían los talleres de Bragado. Al no llegar a un acuerdo comercial entre ambos, el Dr. Manuel Quintana, entonces Presidente de la Nación, se ofreció a donar los campos de su propiedad para destinarlos a la construcción de los talleres ferroviarios.
Con un pasado netamente ferroviario, posee un patrimonio histórico de gran importancia: los talleres y las viviendas del playón que, desde 1906, dio servicio al antiguo Ferrocarril Oeste (hoy Ferrocarril Sarmiento), de construcción inglesa original, y que se mantienen conservados por el tiempo junto con gran cantidad de vagones y locomotoras de antaño. Véase: Estación Mechita.
En 1908 se terminaron de construir los talleres, el depósito de locomotoras y unas colonias (viviendas) para el personal ferroviario. Esto fue el punto de partida para la formación de un núcleo de población, con el traslado, por parte de la empresa, de empleados de distintos lugares a esa localidad. Debido a este crecimiento, en 1910 se inauguró la "Estación Mechita". 
Si bien estaba situada en tierras aptas para practicar el cultivo y la ganadería, la actividad económica de Mechita se concentró casi exclusivamente en el depósito y reparación de locomotoras, además del movimiento que producía la estación misma. Históricamente, cerca del 95% de la población económicamente activa vivía directa o indirectamente del ferrocarril.
En 1950 vivían en el pueblo cerca de 5.000 personas, y las 118 colonias de estilo inglés construidas inicialmente para los operarios ya en 1930 habían sido rebasadas con creces, lo que había provocado la ampliación de la planta urbana. En su época de esplendor, corrían entre 6 y 7 trenes diarios de pasajeros a la Capital Federal y viceversa, al igual que 13 trenes diarios locales a la ciudad de Bragado cuyo fin principal era transportar a los empleados que trabajaban aquí.

## Situación actual y evolución
En el año 2000, sólo 11 de las colonias eran ocupadas por operarios ferroviarios. La crisis del ferrocarril, que en Mechita se comenzó a observar en la década de 1970, golpeó con lógica dureza a la vida de un pueblo con un perfil netamente ferroviario. 
Si bien los talleres aún trabajan, una minoría de la población económicamente activa se dedica a dichas actividades: 58 personas reparan vagones. En la estación Mechita de pasajeros para un tren por día en cada sentido. El 60% de la población es mayor de 65 años. Una parte de la población (aún no contamos con datos precisos) está desocupada y otra se dedica al sector de servicios.
En 1980 vivían en Mechita 2400 habitantes; en 1991 habían descendido a 2028 personas; y en la actualidad, según el censo 2010, viven unas 1826 personas. 

## Educación
En la localidad hay instituciones educativas de nivel inicial, primario y secundario.
No existen ofertas de nivel terciario; pero si hay oportunidad de realizar cursos de capacitación laboral, como Técnico eléctricista, gasista y ayudante de cocina, entre otros.

## Vías de acceso
En auto: Ruta Nacional 5, "km 201,5" hasta el Acceso de Mechita.
También por camino de tierra desde la ciudad de Bragado o desde la ruta provincial n.° 46.
En tren: Ferrocarril Sarmiento, desde Once.
Ómnibus o combi: empresas varias hasta Bragado.

## Toponimia
Debe su nombre a Mercedes, nieta del Presidente Manuel Quintana, como agradecimiento de la empresa ferroviaria por la donación de las tierras.